# Wiener Singakademie
Die Wiener Singakademie ist ein Konzertchor in Wien.

## Geschichte
Die Wiener Singakademie wurde als erste gemischte Chorvereinigung Wiens am 4. Mai 1858 zum Zwecke einer „Singübungsanstalt“ gegründet. Zentrale Initiatoren waren dabei Ferdinand Stegmayer und August Schmidt. Von Beginn an war das Repertoire vor allem durch zwei Schwerpunkte geprägt: Die Pflege der traditionellen Meister und die Einbeziehung zeitgenössischer Werke. Bald entwickelte sich die Wiener Singakademie zu einer fixen Größe im Wiener Konzertleben. 1863 wurde der junge Johannes Brahms als Chorleiter nach Wien geholt, in die Stadt, die er fortan als seinen Lebensmittelpunkt ansehen sollte.
Im Laufe der Jahre wuchs der Kreis der Dirigenten, die vorrangig mit dem Chor zusammenarbeiteten, darunter vor allem Gustav Mahler, Richard Strauss und Bruno Walter, der selbst für einige Jahre die Chorleitung übernahm. Darüber hinaus traten viele namhafte Komponisten ans Dirigierpult, um ihre Werke gemeinsam mit der Wiener Singakademie in Erstaufführungen dem Wiener Publikum zu präsentieren. Edvard Grieg, Anton Rubinstein und Pietro Mascagni leisteten so in den ersten Jahrzehnten des Bestehens der Wiener Singakademie ihren Beitrag zur Wiener Musikgeschichte.
Nach 55 Jahren als freier Chor erhielt die Wiener Singakademie im Jahre 1913 mit der Eröffnung des Wiener Konzerthauses ihre langersehnte Heimstätte. Eingebunden in die Wiener Konzerthausgesellschaft etablierte sich der Chor als wichtiger Partner des Hauses und musste in seiner regen Konzerttätigkeit nur während der beiden Weltkriege Einschränkungen hinnehmen. Der Chor wurde im Jahre 1945 wieder aktiv, und die neue Aufbauarbeit mündete in den 50er- und 60er-Jahren unter der Führung Hans Gillesbergers in eine künstlerische Hochphase, die in puncto Chorreisen, Programmvielfalt, große Dirigentenpersönlichkeiten und Aufführungsqualität kaum Wünsche offen ließ. Mitverantwortlich für diese Entwicklung waren in der Frühzeit Wilhelm Furtwängler und Paul Hindemith, später Karl Böhm, Hans Swarowsky sowie der junge Lorin Maazel. 1957 gehörte die Wiener Singakademie zu den Preisträgern des Karl-Renner-Preises der Stadt Wien.
Mit der Übernahme der künstlerischen Leitung durch Agnes Grossmann 1983 stand erstmals eine Frau an der Spitze der Wiener Singakademie. Durch Grossmann wurde besonders der Akademie-Gedanke neu belebt. Ihr Konzept, das Stimmbildung und musikalische Schulung für die Chormitglieder in den Vordergrund stellte, wird bis heute gelebt.
Unter Konzerthaus-Generalsekretär Alexander Pereira Mitte der 1980er- bis Anfang der 1990er-Jahre und in weiterer Folge unter seinem künstlerischen Leiter Herbert Böck erfuhr der Chor eine weitere Aufwertung seiner Stellung im Wiener Konzerthaus. So kann man auf Zusammenarbeit mit Künstlern wie Georges Prêtre, Yehudi Menuhin, Claudio Abbado, Roger Norrington, John Eliot Gardiner, Simon Rattle und Kent Nagano zurückblicken.
Seit Beginn der Saison 1998/1999 hat Heinz Ferlesch die Leitung inne. Unter ihm wurde ein Programm zur Unterstützung und Förderung junger Künstler aufgebaut. Dazu zählt nicht nur die konsequente Aus- und Weiterbildung der Chorsänger, sondern auch die Einbindung junger, aufstrebender Solisten und Ensembles in die Konzertprogramme. Das Repertoire des Chores erstreckt sich mittlerweile über ein breites Spektrum der Musikgeschichte: Von Bachs Johannespassion unter Ton Koopman zu Brittens War Requiem unter Simone Young, von Verdis Messa da Requiem unter Franz Welser-Möst zu Scelsis Konx-Om-Pax unter Ingo Metzmacher. Immer wieder steht Heinz Ferlesch auch selbst am Dirigentenpult und führt „seinen“ Chor durch A-cappella-Literatur und barocke Chor-Orchester-Werke. So mündete die Aufführung von Händels Judas Maccabaeus im Herbst 2006 in Zusammenarbeit mit dem ORF in eine international beachteten CD-Produktion. Derzeit besteht die Wiener Singakademie aus circa 100 Sängern.
Neue Wege abseits der großen Chor-Orchester-Literatur beschritt die Wiener Singakademie mit der Gründung des Wiener Singakademie Kammerchores im Jahr 2006. Das Ensemble, bestehend aus Mitgliedern der Wiener Singakademie, hat sich hauptsächlich der Pflege der A-cappella-Musik verschrieben. Darüber hinaus wird das Spektrum um Vokalwerke, welche eine kleinere Besetzung erfordern, erweitert. Erste Erfolge konnte der Wiener Singakademie Kammerchor im Juli 2007 mit einem 2. und einem 4. Platz beim Internationalen Chorwettbewerb in Spittal/Drau erzielen. Für die Jubiläumssaison 2008 wurde ein Kompositionsauftrag an Christian Mühlbacher vergeben.
Im Jahr 2008 feierte die Wiener Singakademie ihr 150-jähriges Bestehen. Das Wiener Konzerthaus brachte zu diesem Anlass ein eigenes Jubiläums-Abonnement heraus. Beim Jubiläumskonzert am 8. März 2008 im Großen Saal wurde Johann Sebastian Bachs Matthäuspassion aufgeführt. 2011 tourte die Singakademie nach Dresden und Salzburg, wo Brahms’ Deutsches Requiem aufgeführt wurde.

## Chorleiter
- 1858–1863: Josef Ferdinand Stegmayer
- 1863–1864: Johannes Brahms
- 1864–1865: Otto Dessoff
- 1865–1878: Rudolf Weinwurm
- 1878–1881: Robert Heuberger
- 1881–1884: Adolf Schmidt-Dolf
- 1884–1892: Max von Weinzierl
- 1892–1896: Hermann Graedener
- 1896–1898: Ferdinand Löwe
- 1898–1899: Carl Borromäus Führich
- 1899–1900: Josef Venantius von Wöss
- 1900–1905: Carl Lafite
- 1906–1907: Max Puchat
- 1907–1911: Richard Wickenhauser
- 1911–1913: Bruno Walter
- 1913–1916: Siegfried Ochs
- 1916–1920: Ferdinand Löwe
- 1920–1921: Edoardo Granelli
- 1921–1922: Bruno Walter
- 1922–1931: Paul von Klenau
- 1931–1933: Iwan Butnikow
- 1933–1945: Anton Konrath
- 1945–1946: Rudolf Nilius
- 1946–1953: Reinhold Schmid
- 1953–1968: Hans Gillesberger
- 1968–1971: Hermann Furthmoser
- 1972–1982: Friedrich Lessky
- 1982–1983: Thomas Christian David
- 1983–1986: Agnes Grossmann
- 1987–1988: Walter Hagen-Groll
- 1988–1998: Herbert Böck
- seit 1998: Heinz Ferlesch